# Inchur, Bhalki
Inchur là một làng thuộc tehsil Bhalki, huyện Bidar, bang Karnataka, Ấn Độ.